# Mitsuyo Maeda

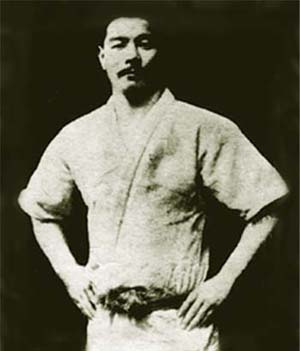
El maestro Mitsuyo Maeda.

Mitsuyo Maeda (Hirosaki, Aomori, Japón; 18 de noviembre de 1878 - Belém, Pará, Brasil; 28 de noviembre de 1941) fue un Judoka y luchador profesional japonés que más tarde nacionalizado brasileño bajo el nombre: Otávio Maeda. También era conocido como el conde Koma en Brasil (aunque este apodo lo ganó en España tras varios combates en 1908). 
Fue el maestro de Carlos Gracie y Luiz França, quien más adelante fueron los creadores del jiu-jitsu brasileño formal. Tomó parte además en la llamada Revolución del Ne-waza o de la lucha en el suelo en el Kōdōkan, que dio como resultado el efímero kosen judo.
Contrariamente a la creencia popular, Maeda no entrenó en ninguna forma de jiu-jitsu japonés aparte del judo (que en su época era llamado "Kano Jiu-Jitsu"), pero sí tuvo entrenamiento en otras artes como el sumo y el catch wrestling. Maeda mismo llegó a competir en varios torneos de catch, aunque no llegó a ganar ninguno.